# Nils Sandström (atleet)
Nils Gottfrid Sandström (Göteborg, 9 augustus 1893 – aldaar, 17 juni 1973) was een Zweedse sprinter. Hij verzamelde in zijn carrière een negental nationale titels, waarvan het merendeel in estafetteverband.
Sandström nam in 1920 deel aan de Olympische Spelen en won hier een bronzen medaille met het Zweedse 4 x 100 m estafetteteam, dat voor het overige bestond uit Agne Holmström, William Pettersson en Sven Malm. Op de individuele 200 m bereikte hij de kwartfinale, waarin hij vijfde werd.

## Titels
- Zweeds kampioen 100 m - 1919, 1920
- Zweeds kampioen 4 x 100 m - 1919, 1920, 1921
- Zweeds kampioen 4 x 400 m - 1919, 1920, 1921, 1922

## Persoonlijke records
| Onderdeel | Prestatie             | Datum           | Plaats    |
| --------- | --------------------- | --------------- | --------- |
| 100 m     | 10,7 s                | 1921            |           |
| 200 m     | 22,1 s (ex-nat. rec.) | 14 oktober 1917 | Stockholm |

## Palmares

### 100 m
- 1917:  Zweedse kamp.
- 1918:  Zweedse kamp.
- 1919:  Zweedse kamp. - 10,9 s
- 1920:  Zweedse kamp. - 11,1 s

### 200 m
- 1917:  Zweedse kamp.
- 1918:  Zweedse kamp.
- 1919:  Zweedse kamp.
- 1920:  Zweedse kamp.
- 1920: 5e in ¼ fin. OS - geen tijd
- 1921:  Zweedse kamp.
- 1922:  Zweedse kamp.

### 4 x 100 m
- 1919:  Zweedse kamp. - 43,5 s
- 1920:  Zweedse kamp. - 44,5 s
- 1920:  OS - 42,9 s
- 1921:  Zweedse kamp. - 43,5 s

### 4 x 400 m
- 1919:  Zweedse kamp. - 3.30,8
- 1920:  Zweedse kamp. - 3.28,0
- 1921:  Zweedse kamp. - 3.23,7
- 1922:  Zweedse kamp. - 3.26,2